# Specie di Phyxelididae
Di seguito vengono descritte tutte le 64 specie della famiglia di ragni Phyxelididae note al dicembre 2012.

## Ambohima
Ambohima Griswold, 1990
- Ambohima andrefana Griswold, Wood & Carmichael, 2012 — Madagascar
- Ambohima antisinanana Griswold, Wood & Carmichael, 2012 — Madagascar
- Ambohima avaratra Griswold, Wood & Carmichael, 2012 — Madagascar
- Ambohima maizina Griswold, Wood & Carmichael, 2012 — Madagascar
- Ambohima pauliani Griswold, 1990 — Madagascar
- Ambohima ranohira Griswold, Wood & Carmichael, 2012 — Madagascar
- Ambohima sublima Griswold, 1990 — Madagascar
- Ambohima vato Griswold, Wood & Carmichael, 2012 — Madagascar
- Ambohima zandry Griswold, Wood & Carmichael, 2012 — Madagascar
- Ambohima zoky Griswold, Wood & Carmichael, 2012 — Madagascar

## Kulalania
Kulalania Griswold, 1990
- Kulalania antiqua Griswold, 1990 — Kenya

## Lamaika
Lamaika Griswold, 1990
- Lamaika distincta Griswold, 1990 — Sudafrica

## Malaika
Malaika Lehtinen, 1967
- Malaika delicatula Griswold, 1990 — Sudafrica
- Malaika longipes (Purcell, 1904) — Sudafrica

## Manampoka
Manampoka Griswold, Wood & Carmichael, 2012
- Manampoka atsimo Griswold, Wood & Carmichael, 2012 — Madagascar

## Matundua
Matundua Lehtinen, 1967
- Matundua silvatica (Purcell, 1904) — Sudafrica

## Namaquarachne
Namaquarachne Griswold, 1990
- Namaquarachne angulata Griswold, 1990 — Sudafrica
- Namaquarachne hottentotta (Pocock, 1900) — Sudafrica
- Namaquarachne khoikhoiana Griswold, 1990 — Sudafrica
- Namaquarachne thaumatula Griswold, 1990 — Sudafrica
- Namaquarachne tropata Griswold, 1990 — Sudafrica

## Phyxelida
Phyxelida Simon, 1894
- Phyxelida abyssinica Griswold, 1990 — Etiopia
- Phyxelida anatolica Griswold, 1990 — Cipro, Turchia
- Phyxelida apwania Griswold, 1990 — Kenya, Tanzania
- Phyxelida bifoveata (Strand, 1913) — Africa orientale
- Phyxelida carcharata Griswold, 1990 — Kenya
- Phyxelida crassibursa Griswold, 1990 — Kenya
- Phyxelida eurygyna Griswold, 1990 — Malawi
- Phyxelida irwini Griswold, 1990 — Kenya
- Phyxelida jabalina Griswold, 1990 — Tanzania
- Phyxelida kipia Griswold, 1990 — Tanzania
- Phyxelida makapanensis Simon, 1894 — Sudafrica
- Phyxelida mirabilis (L. Koch, 1875) — Etiopia
- Phyxelida nebulosa (Tullgren, 1910) — Tanzania
- Phyxelida pingoana Griswold, 1990 — Kenya
- Phyxelida sindanoa Griswold, 1990 — Kenya
- Phyxelida tanganensis (Simon & Fage, 1922) — Tanzania
- Phyxelida umlima Griswold, 1990 — Tanzania

## Pongolania
Pongolania Griswold, 1990
- Pongolania chrysionaria Griswold, 1990 — Sudafrica
- Pongolania pongola Griswold, 1990 — Sudafrica

## Rahavavy
Rahavavy Griswold, Wood & Carmichael, 2012
- Rahavavy fanivelona (Griswold, 1990) — Madagascar
- Rahavavy ida Griswold, Wood & Carmichael, 2012 — Madagascar
- Rahavavy malagasyana (Griswold, 1990) — Madagascar

## Themacrys
Themacrys Simon, 1906
- Themacrys cavernicola (Lawrence, 1939) — Sudafrica
- Themacrys irrorata Simon, 1906 — Sudafrica
- Themacrys monticola (Lawrence, 1939) — Sudafrica
- Themacrys silvicola (Lawrence, 1938) — Sudafrica
- Themacrys ukhahlamba Griswold, 1990 — Sudafrica

## Vidole
Vidolè Lehtinen, 1967
- Vidole capensis (Pocock, 1900) — Sudafrica
- Vidole helicigyna Griswold, 1990 — Sudafrica
- Vidole lyra Griswold, 1990 — Sudafrica
- Vidole schreineri (Purcell, 1904) — Sudafrica
- Vidole sothoana Griswold, 1990 — Lesotho, Sudafrica

## Vytfutia
Vytfutia Deeleman-Reinhold, 1986
- Vytfutia bedel Deeleman-Reinhold, 1986 — Sumatra
- Vytfutia pallens Deeleman-Reinhold, 1989 — Borneo

## Xevioso
Xevioso Lehtinen, 1967
- Xevioso amica Griswold, 1990 — Sudafrica
- Xevioso aululata Griswold, 1990 — Sudafrica
- Xevioso colobata Griswold, 1990 — Sudafrica
- Xevioso jocquei Griswold, 1990 — Malawi
- Xevioso kulufa Griswold, 1990 — Sudafrica
- Xevioso lichmadina Griswold, 1990 — Sudafrica
- Xevioso orthomeles Griswold, 1990 — Zimbabwe, Swaziland, Sudafrica
- Xevioso tuberculata (Lawrence, 1939) — Sudafrica
- Xevioso zuluana (Lawrence, 1939) — Sudafrica